# Ур-дукуга
Ур-дукуга (шум. dur-du6-kug-ga; «Почитатель священного холма») — царь Исина, правил приблизительно в 1831 — 1828 годах до н. э.
В источниках не указано, чьим сыном он был. Ур-дукуга был ничем ни примечательным царём, происхождение которого неизвестно, и царствование которого было недолгим и, вряд ли распространялось дальше, чем на города Исин, соседний с ним Ниппур, и их округу. Он был современником Варад-Сина, царя Ларсы и Апиль-Сина, царя Вавилона .

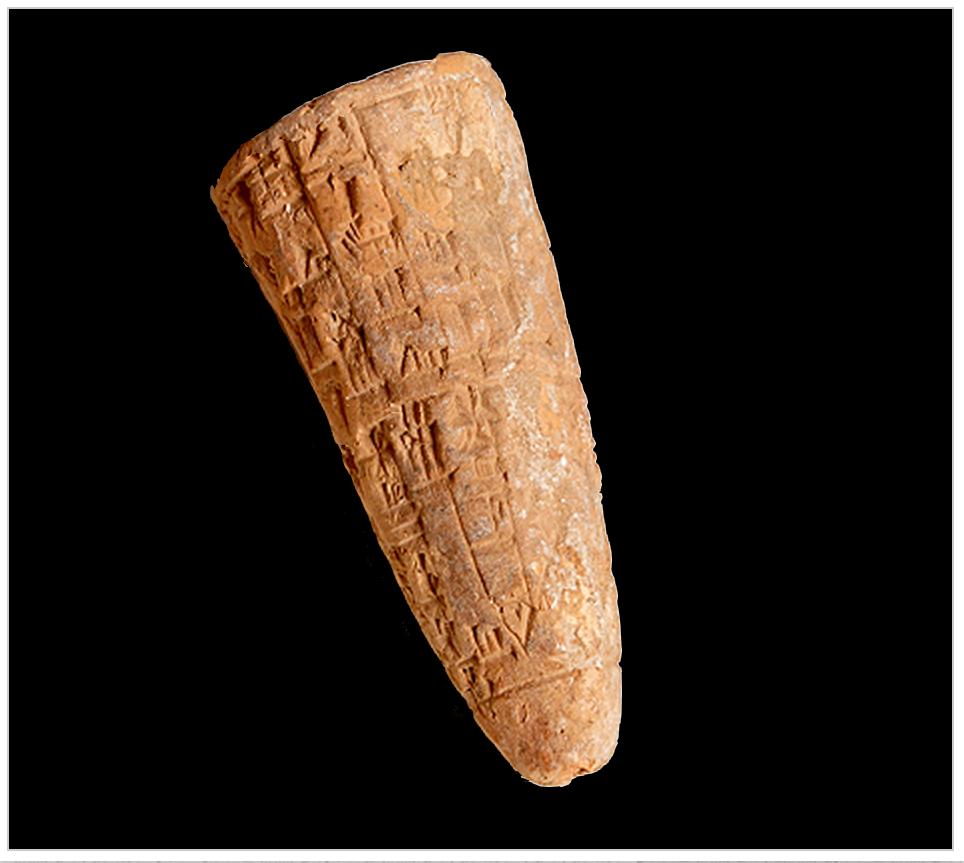
Глиняный конус периода I династии Исина

Ур-дукуга возродил культ Дагана, бога среднего Евфрата, который, возможно, был введён ещё основателем династии, Ишби-Эррой. Об этом свидетельствует надпись на глиняном конусе о строительстве храма этого божества Этушкигара (Etuškigara), события также отмеченного в названии одного из годов царствования этого царя. Надпись восхваляет его как «пастуха, доставляющего всё для Ниппура, главного земледельца богов Ана и Энлиля, кормящего Экур …» Все эти многочисленные титулы свидетельствуют о его заботе о святилищах Ниппура — храма Экур, посвящённого Энлилю, храма Эшумеша (Ešumeša) для Нинурты и храма Эгалмах (Egalmaḫ) для Гулы, божественной супруги Нинурты.
На куске кирпича найденном в Исине стоит его имя, но описание события, которому, вероятно, оно предшествовало, не сохранилось. Rod конусообразный ознаменовывает строительство храма Лулал, сына богини Инанны в культовом городе Дул-эдена, к северо-востоку от Ниппура на канале Итурунгаль. Прорытием канала Имгур-Нинисина («Возлюбленный Нинисины») был отмечен ещё один год его правления.
Продолжил войну с Кудурмабугом. Согласно Царскому списку Ур-Дукуга правил 4 года, а Списку царей Ура и Исина — 3 года.

## Список датировочных формул Урдулькуга
|                            | |
| 1 год 1831 / 1830 до н. э. | Год, когда Ур-Дукуга [стал] царём mu dur-du6-ku3-ga lugal |
| a                          | Год, когда канал Имгур-Нинисина («Возлюбленный Нинисины») был вырыт mu id2-im-gur-dnin-in-si-na ba-ba-al                                                                                 |
| b                          | Год, когда [Ур-Дукуга] сделал для Нанны и Уту две большие эмблемы из красноватого золота mu szu-nir gal-gal ku3-sig17 husz-a-ta 2-a-bi dnanna u3 dutu-ra mu-ne-dim2                      |
| c                          | Год, когда [Ур-Дукуга] построил для Дагана своего бога [храм] Эдуркигарра, его любимую святую обитель mu e2-dur2-ki-gar-ra ki-dur2 ku3 ki-ag2-ga2-ni dda-gan dingir-re-e-ne-er mu-na-du3 |

| I династия Исина          |                                                     |                     |
| Предшественник: Итер-пиша | царь Исина ок. 1831 — 1828 до н. э. (правил 4 года) | Преемник: Син-магир |